# Platynereis pulchella
Platynereis pulchella är en ringmaskart som beskrevs av Gravier 1901. Platynereis pulchella ingår i släktet Platynereis och familjen Nereididae. Inga underarter finns listade i Catalogue of Life.